# Kolonia Labuan
Kolonia Labuan (ang. The Crown Colony of Labuan) – dawna kolonia korony brytyjskiej położona na terenie dzisiejszego malezyjskiego terytorium federalnego Labuan, tj. na siedmiu wyspach (Labuan, Burung, Daat, Kuraman, Papan, Rusukan Kecil i Rusukan Besar) przy północno-zachodnim wybrzeżu wyspy Borneo. 
Kolonia miała powierzchnię 26 mil kwadratowych (czyli ok. 67,340 km²), a jej populacja wynosiła 2000 osób (dane z 1864 r.).

## Historia
Przed brytyjską kolonizacją wyspa była niezamieszkana, choć od XIV w. należała do Sułtanatu Brunei, dla którego miała ważne znaczenie strategiczne; była także wykorzystywana przez chińskich i malajskich żeglarzy. Za brytyjskie dążenia do kolonizacji tego terenu odpowiada James Brooke. Oprócz Wielkiej Brytanii, tym terytorium zainteresowane były także Stany Zjednoczone. 
Kolonia powstała po podpisaniu przez brunejskiego sułana Omara Alego Saifuddina II i imperium brytyjskie traktatu z 18 grudnia 1846 roku. Labuan stało się wolnym portem, nie obowiązywały tam cła. W latach 1890–1904 kolonią zarządzała North Borneo Chartered Company, ale od 1904 Labuan znowu zarządzały władze brytyjskie. Od 1907 roku to terytorium było częścią Straits Settlements. 